# تومی آدریانو جیاکوملی
تومی آدریانو جیاکوملی (به پرتغالی: Tomy Adriano Giacomeli) مهاجم اهل برزیل است که در شهر برزیل و در تاریخ ۲۹ آوریل ۱۹۷۴ به دنیا آمده‌است.
تومی آدریانو جیاکوملی در تیم‌های فوتبال Independente (SP) سابقهٔ حضور دارد.